# Habenaria diselloides
Habenaria diselloides är en orkidéart som beskrevs av Rudolf Schlechter. Habenaria diselloides ingår i släktet Habenaria och familjen orkidéer. Inga underarter finns listade i Catalogue of Life.